# Dolichoderus anglicus
Dolichoderus anglicus är en myrart som beskrevs av Cockerell 1915. Dolichoderus anglicus ingår i släktet Dolichoderus och familjen myror. Inga underarter finns listade i Catalogue of Life.